# Nagygeresd
Nagygeresd es un pueblo ubicado en el distrito de Sárvár, en el condado de Vas, Hungría.

## Superficie
Posee una superficie de 9,40 kilómetros cuadrados.

## Demografía
Hasta 2019 la población era de 273 habitantes, con una densidad de población de 29,04 habitantes por kilómetro cuadrado.